# Star Trek Logs
Star Trek Logs è una webserie distribuita su Instagram parallelamente alla messa in onda delle serie televisive Star Trek: Discovery (dalla seconda stagione), Star Trek: Lower Decks (dalla seconda stagione), Star Trek: Prodigy (dalla prima stagione) e Star Trek: Picard (dalla terza stagione), quale approfondimento in cui i personaggi del cast raccontano un diario personale raccontato dalle voci degli attori originali che li interpretano nelle medesime serie.
Star Trek Logs ospita i diari di bordo delle suddette serie televisive e animate, che prendono così il nome di: Star Trek: Discovery Logs, Star Trek: Lower Decks Logs, Star Trek: Prodigy Logs e Star Trek: Picard Logs.

## Trama
I diari di bordo, le personali esperienze e le memorie, dei personaggi principali delle serie televisive Star Trek: Discovery, Star Trek: Lower Decks, Star Trek: Prodigy e Star Trek: Picard.

## Episodi
| Stagione         | Episodi | Prima     | Serie associata                                             |
| ---------------- | ------- | --------- | ----------------------------------------------------------- |
| Prima stagione   | 31      | 2020-2021 | Star Trek: Discovery (st. 2) Star Trek: Lower Decks (st. 2) |
| Seconda stagione | 23      | 2021-2022 | Star Trek: Discovery (st. 3)                                |
| Terza stagione   | 10      | 2022      | Star Trek: Lower Decks (st. 3)                              |
| Quarta stagione  | 10      | 2022-2023 | Star Trek: Prodigy (st. 1)                                  |
| Quinta stagione  | 12      | 2023      | Star Trek: Picard (st. 3)                                   |

## Personaggi

### Star Trek: Discovery
- Michael Burnham (stagioni 1-2), interpretata da Sonequa Martin-Green, doppiata da Gemma Donati.
- Saru (stagioni 1-2), interpretato da Doug Jones, doppiato da Alessio Cigliano.
- Imperatrice Philippa Georgiou (stagioni 1-2), interpretata da Michelle Yeoh, doppiata da Laura Romano.
- Sylvia Tilly (stagione 1-2), interpretata da Mary Wiseman, doppiata da Giulia Santilli.
- Paul Stamets (stagione 1-2), interpretato da Anthony Rapp, doppiato da Riccardo Rossi.
- Hugh Culber (stagioni 1-2), interpretato da Wilson Cruz, doppiato da Nanni Baldini.
- Cleveland "Book" Booker (stagioni 1-2), interpretato da David Ajala, doppiato da Gianfranco Miranda.

### Star Trek: Lower Decks
- Beckett Mariner (stagioni 1-3), doppiata da Tawny Newsome nella versione originale e da Gaia Bolognesi in quella italiana.[1][2]
Umana, guardiamarina. È la figlia del capitano della Cerritos Carol Freeman, ma la notizia viene da entrambe tenuta nascosta all'equipaggio della nave per tutta la prima stagione. Viene rivelata accidentalmente solamente nell'ultima puntata per opera del guardiamarina Boimler. Mariner è un'addetta ai ponti bassi scapestrata e che non sta alle regole della flotta, sempre presa dai suoi traffici di contrabbando. Non mira a salire di grado ed è felice di lavorare nei "ponti bassi". Prima della Cerritos ha lavorato su Deep Space Nine.
- Brad Boimler (stagioni 1-3), doppiato da Jack Quaid nella versione originale e da Flavio Aquilone in quella italiana.[1][2]
Umano, il guardiamarina Boimler è un guardiamarina modello, attento e preciso nello svolgere i suoi compiti e mira a salire di grado fino a raggiungere la plancia, ottenendo però spesso l'effetto contrario. Alla fine della seconda stagione viene trasferito sulla USS Titan capitanata da William Riker, dove in seguito a un problema con il teletrasporto si creerà un suo duplicato che verrà rimandato sulla USS Cerritos, mentre l'altro rimarrà sulla Titan assumendo il nome di William Boimler.
- D'Vana Tendi (stagioni 1-3), doppiata da Noël Wells nella versione originale e da Joy Saltarelli in quella italiana.[1][2]
Orioniana, il guardiamarina Tendi è l'ultima salita a bordo della Cerritos e lavora in infermeria con la dottoressa T'Ana. È sempre entusiasta e felice di svolgere le sue mansioni nei "ponti bassi".
- Samanthan Rutherford (stagioni 1-3), doppiato da Eugene Cordero nella versione originale e da Gabriele Patriarca in quella italiana.[1][2]
Umano potenziato, il guardiamarina Rutherford lavora nel reparto ingegneria della nave. È spesso vittima di disavventure dovute al malfunzionamento dei suoi impianti cibernetici.
- Carol Freeman (stagioni 1-3), doppiata da Dawnn Lewis nella versione originale e da Barbara Castracane in quella italiana.[2]
 Umana, capitano della USS Cerritos e madre del guardiamarina Beckett Mariner, la cui parentela però entrambe tengono nascosta all'equipaggio fino a che non viene inavvertitamente rivelata a tutti da Brad Boimler.
- Jack Ransom (stagioni 1-3), doppiato da Jerry O'Connell nella versione originale e da Carlo Scipioni in quella italiana.[2]
- T'Ana (stagioni 1-3), doppiata da Gillian Vigman nella versione originale e da Gilberta Crispino  in quella italiana.[2]
Caitiana, la dottoressa T'Ana è il medico capo della USS Cerritos.
- Shaxs (stagioni 1-3), doppiato da Fred Tatasciore nella versione originale e da Dario Oppido in quella italiana.[2]
Bajoriano, il tenente Shaxs è il capo della sicurezza della Cerritos. "Muore" alla fine della prima stagione per salvare il guardiamarina Rutherford, per poi "resuscitare" inspiegabilmente nella seconda stagione.

### Star Trek: Prodigy
- Kathryn Janeway (stagione 4), interpretata da Kate Mulgrew.
Vice ammiraglio della Flotta Stellare in comando della USS Dauntless NCC-80816.[3]
- Computer di bordo della USS Dauntless (stagione 4)

### Star Trek: Picard
- Jean-Luc Picard (stagione 5), interpretato da Patrick Stewart, doppiato in italiano da Alessandro Rossi, e da Dylan Von Halle (stagione 2, bambino), doppiato in italiano da Francesco Raffeli.[4]
Ex capitano delle Enterprise D ed E, è un ammiraglio della Flotta Stellare in pensione, ritiratosi dalla Flotta dopo che questa ha rifiutato di prestare soccorso ai Romulani in seguito alla distruzione di Romulus e all'attacco dei sintetici alla colonia umana su Marte.
- Raffi Musiker (stagione 5), interpretata da Michelle Hurd, doppiata in italiano da Emanuela Baroni.
Ex ufficiale della Flotta Stellare, dimessasi quando Picard ha rassegnato le proprie dimissioni, si unisce alla missione di Picard per un passaggio dopo avergli procurato una navetta e un pilota. Nella seconda stagione è reintegrata nella Flotta col grado di comandante.
- Sette di Nove (stagione 5), vero nome Annika Hansen, interpretata da Jeri Ryan (stagioni 1-3), doppiata in italiano da Francesca Fiorentini.
 Ex drone Borg che ha servito a bordo della USS Voyager. Nella seconda stagione è una ranger che cerca vendetta per la morte dell'amico e pupillo Icheb e la trova uccidendo Bjayzl. Nella terza stagione, col grado di comandante, è primo ufficiale della USS Titan A.
- William T. Riker (stagione 5), interpretato da Jonathan Frakes, doppiato in italiano da Giorgio Locuratolo.
Ex primo ufficiale dell'Enterprise D al comando di Picard, è ora capitano della Flotta e marito di Deanna Troi.
- Beverly Crusher (stagione 5), interpretata da Gates McFadden.
È stata la dottoressa delle astronavi Enterprise D ed E, sotto il comando di Jean-Luc Picard.

## Distribuzione
Star Trek Logs viene messa online per la prima volta l'8 ottobre 2020 con il primo diario di Michael Burnham (Sonequa Martin-Green), in concomitanza con la trasmissione della terza stagione della serie Star Trek: Discovery. l'11 gennaio 2021 viene messo online l'ultimo diario di Discovery, sempre di Michael Burnham, mentre il 10 agosto dello stesso anno prende il via, sempre all'interno della prima stagione, Star Trek: Lower Decks Logs, con il diario di T'Ana (Gillian Vigman), il medico Caitiano di bordo della USS Cerritos nella serie animata Star Trek: Lower Decks. Il 2 novembre 2021 ha termine la prima stagione con il diario personale di Matt, una balena beluga che funge da navigatore e che si esplime nei tipici segnali sonar dei cetacei.
A partire dall'11 febbraio 2023, in concomitanza con la distribuzione della terza stagione della serie Star Trek: Picard, vengono messi online anche i diari di bordo dei personaggi che seguono le avventure dell'ammiraglio Jean-Luc Picard.